# Carlos Jiménez Gotall
Carlos Jiménez Gotall Hudson y de la Mata (Cádiz, 4 de noviembre de 1812-20 de marzo de 1899) fue un político español también conocido por el título nobiliario que ostentó de marqués de Casa Jiménez.

## Biografía
Nació en Cádiz el 4 de noviembre de 1812.
Se estrenó en el parlamento en 1867, durante el reinado de Isabel II, obteniendo un escaño de diputado por el distrito de Mondoñedo, en la provincia de Lugo.
Comenzada la Restauración borbónica, afiliado al Partido Conservador, retornó al parlamento como diputado por el distrito de Alcaraz en la i legislatura de las Cortes de la Restauración, pasando a ejercer a partir de 1879 de senador por la provincia de Zaragoza y en sus últimos años como senador vitalicio.
En 1876 Alfonso XII le concedió el título de marqués de Casa Jiménez. Cedió algunos terrenos de su finca Santa Rita en el municipio de Carabanchel Bajo para la de la construcción de la escuela del mismo nombre. Fue consejero del Banco de España durante cerca de dos décadas.
Falleció el 20 de marzo de 1899.